# Hemikyptha atrata
Hemikyptha atrata är en insektsart som beskrevs av Fonseca och Diringshofen 1969. Hemikyptha atrata ingår i släktet Hemikyptha och familjen hornstritar. Inga underarter finns listade i Catalogue of Life.